# アレックス・コーラ
ホセ・アレクサンデル・コーラ・アマロ（José Alexander Cora Amaro, 1975年10月18日 - ）は、プエルトリコのカグアス出身の元プロ野球選手（内野手）、監督。右投左打。現在は、MLBのボストン・レッドソックスの監督を務めている。
兄のジョーイも同じく、元メジャーリーガー（内野手）である。

## 経歴

### プロ入り前
1993年のMLBドラフト12巡目（全体345位）でミネソタ・ツインズから指名を受けたが、契約せずにマイアミ大学へ進学した。1996年にチームは全米大学野球の頂点を決めるカレッジ・ワールドシリーズに進出した。1996年のカレッジ・ワールドシリーズの決勝戦で対戦相手のルイジアナ州立大学のウォーレン・モリスにサヨナラ本塁打を打たれて敗れた時、グラウンドで泣き崩れる姿が全米で映し出された。

### プロ入りとドジャース時代
1996年のMLBドラフト3巡目（全体88位）でロサンゼルス・ドジャースから指名を受け、今度は契約した。メジャーデビューは1998年6月7日のシアトル・マリナーズ戦。結果は1打数無安打。

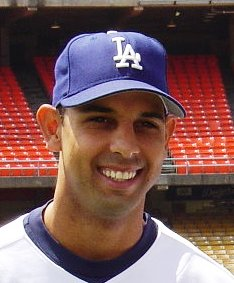
ロサンゼルス・ドジャースでの現役時代
（2004年5月16日）

その後、2000年から2004年までの5年間は二塁手や遊撃手のレギュラーとして100試合以上に出場。
2004年に、マット・クレメント（当時シカゴ・カブス）と対戦した際に、ファウルで14球粘った後に本塁打を放つという珍記録を残している。
2004年に記録した18死球はナショナルリーグで4位だった。また、この年のオフに日米野球のMLB選抜で来日している。

### インディアンス時代

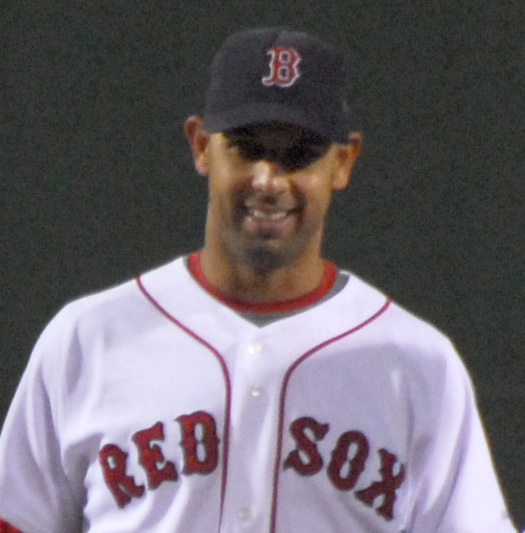
ボストン・レッドソックスでの現役時代
（2008年9月24日）

2005年はクリーブランド・インディアンスへ移籍した。しかし、インディアンスでも思わしい成績を残すことが出来なかった。

### レッドソックス時代
2005年7月にトレードで、ボストン・レッドソックスへ移籍。その後はレギュラー確保とはいかなくとも、5人目の内野手として二塁手や遊撃手を無難にこなしている。
2006年開幕前の3月に開催された第1回ワールド・ベースボール・クラシック(WBC)のプエルトリコ代表に選出された。シーズンでは三塁手も11試合守った。オフにレッドソックスと2年契約を結んでいる。

### メッツ時代

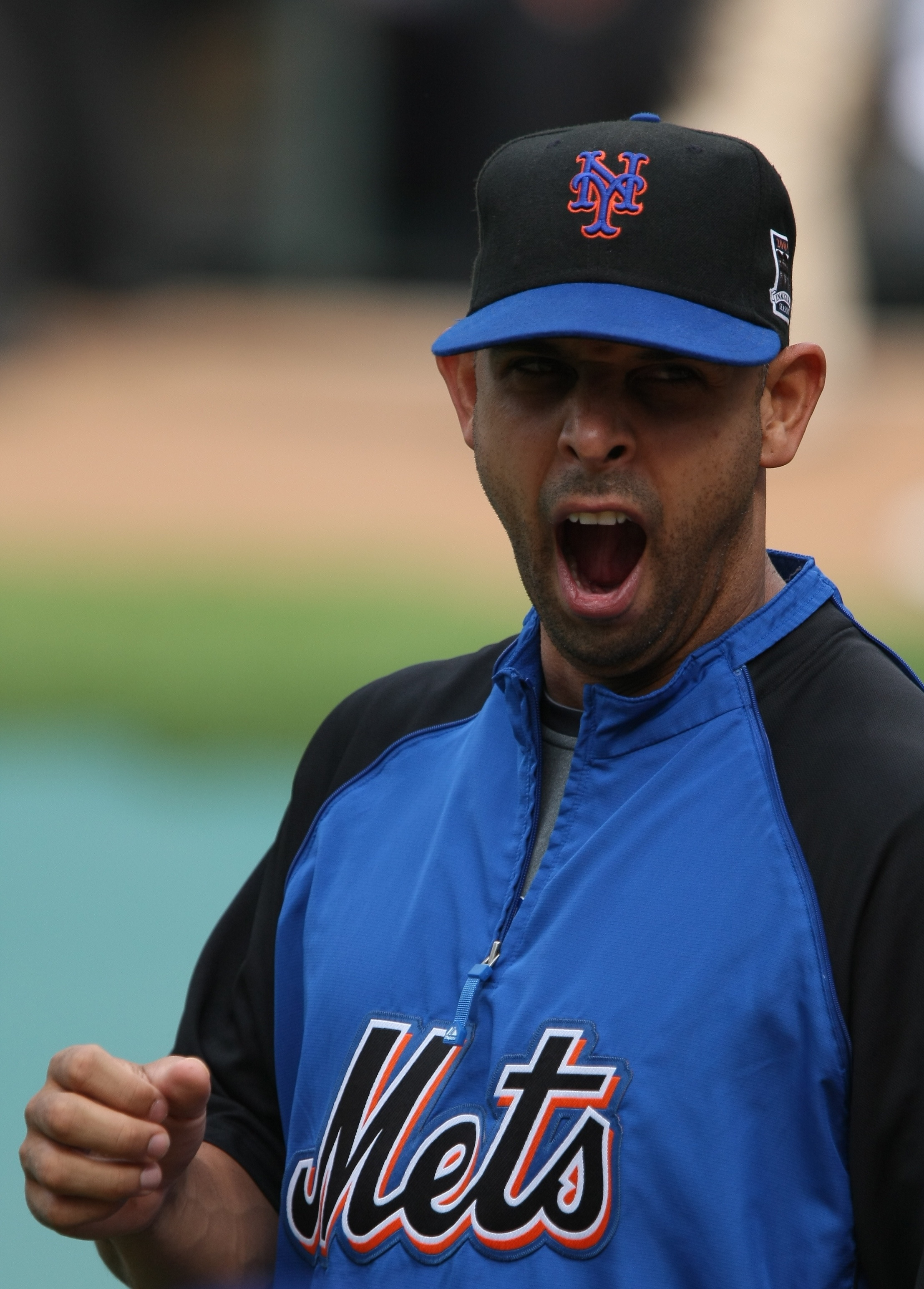
ニューヨーク・メッツでの現役時代
（2009年6月18日）

2009年1月22日にニューヨーク・メッツと1年200万ドルで合意。シーズン開幕前の3月に開催された第2回WBCのプエルトリコ代表に選出され、2大会連続2度目の選出を果たした。オフにはメッツと再契約を結び、2011年のシーズンの契約はオプションで選択できることとなった。
2010年8月7日に自由契約となった。

### レンジャーズ時代
2010年8月17日にテキサス・レンジャーズとマイナー契約を結び、8月24日にメジャー契約を結ぶも、9月7日には自由契約となった。この間レンジャーズでは4試合しか出場していないにもかかわらず、アメリカンリーグのチャンピオンリングを手にした。

### ナショナルズ時代
2011年1月17日にワシントン・ナショナルズとマイナー契約を結び、同年のスプリングトレーニングに招待選手として参加した。3月30日にメジャー契約を結んで昇格したが、91試合の出場で打率.224であった。オフの10月30日にFAとなった。

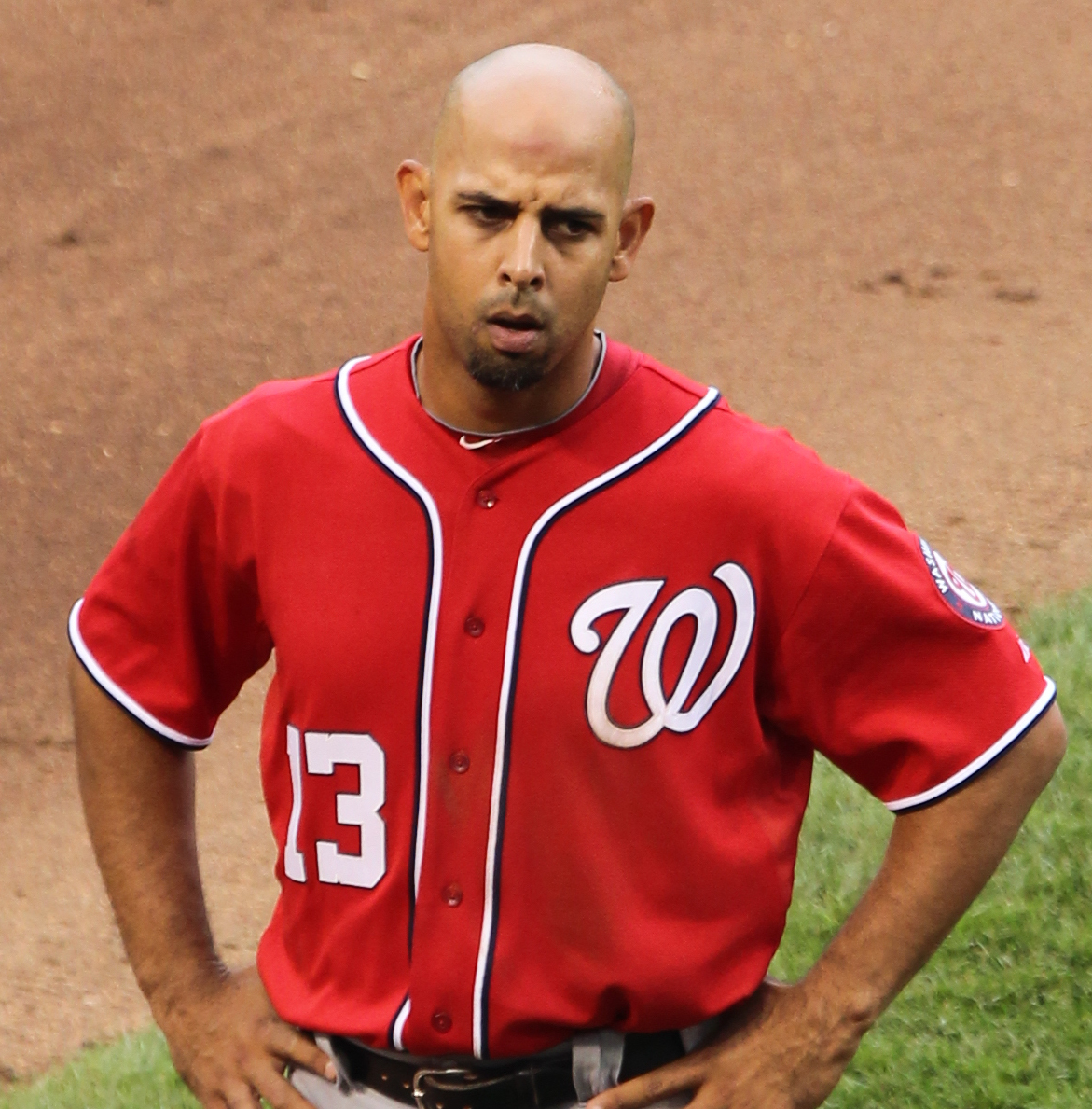
ワシントン・ナショナルズでの現役時代
（2011年5月22日）

2011年オフにプエルトリコのウィンターリーグであるリーガ・デ・ベイスボル・プロフェシオナル・ロベルト・クレメンテでプレーした後、一度引退を表明した。しかし、引退を撤回すると2012年2月5日にセントルイス・カージナルスとマイナー契約を結び、招待選手としてスプリングトレーニングに参加した。24打数5安打、打率.208、1打点と結果を残せず、3月25日に自由契約となった。その後、スプリングトレーニング期間中にデトロイト・タイガースとマイナー契約を結んだが、最終的にオープン戦の打率は.111となり、シーズン開幕前に自由契約となった。その後、改めて現役引退を表明した。

### 引退後
現役引退後は、2013年2月よりESPN及びESPN Deportesで野球解説者を務める。
2016年11月15日に2017年シーズンよりヒューストン・アストロズのベンチコーチへの就任が発表された。
2017年10月22日、2018年シーズンよりレッドソックスの監督に就任することが発表された。
2018年は監督業1年目にしてワールドシリーズ優勝へ導いた。
2017年から18年におけるアストロズのサイン盗み問題で、当時コーチとして主導的な役割を果たしたことがMLBの調査で明らかになると、処分が発表される前の2020年1月14日に解任された。
その後、2020年オフの11月6日にレッドソックスの監督に復帰した。

## 選手としての特徴
守備面での評価が非常に高く、内野の多くのポジションを守るユーティリティープレイヤーとして活躍した。ポジションは主に二塁手と遊撃手で、他に三塁手や一塁手としてのプレー経験もある。
また、戦略眼を備え、現役時代から将来の監督候補として名前が挙げられることがあった。

## 詳細情報

### 年度別打撃成績
| 年 度     | 球 団     | 試 合 | 打 席 | 打 数 | 得 点 | 安 打 | 二 塁 打 | 三 塁 打 | 本 塁 打 | 塁 打 | 打 点 | 盗 塁 | 盗 塁 死 | 犠 打 | 犠 飛 | 四 球 | 敬 遠 | 死 球 | 三 振 | 併 殺 打 | 打 率 | 出 塁 率 | 長 打 率 | O P S |
| --------- | --------- | ----- | ----- | ----- | ----- | ----- | -------- | -------- | -------- | ----- | ----- | ----- | -------- | ----- | ----- | ----- | ----- | ----- | ----- | -------- | ----- | -------- | -------- | ----- |
| 1998      | LAD       | 29    | 38    | 38    | 1     | 4     | 0        | 1        | 0        | 6     | 0     | 0     | 0        | 2     | 0     | 2     | 0     | 1     | 8     | 0        | .121  | .194     | .182     | .376  |
| 1999      | LAD       | 11    | 31    | 30    | 2     | 5     | 1        | 0        | 0        | 6     | 3     | 0     | 0        | 0     | 0     | 0     | 0     | 1     | 4     | 1        | .167  | .194     | .200     | .394  |
| 2000      | LAD       | 109   | 394   | 353   | 39    | 84    | 18       | 6        | 4        | 126   | 32    | 4     | 1        | 6     | 2     | 26    | 4     | 7     | 53    | 6        | .238  | .302     | .357     | .659  |
| 2001      | LAD       | 134   | 449   | 405   | 38    | 88    | 18       | 3        | 4        | 124   | 29    | 0     | 2        | 3     | 2     | 31    | 6     | 8     | 58    | 16       | .217  | .285     | .306     | .591  |
| 2002      | LAD       | 115   | 293   | 258   | 37    | 75    | 14       | 4        | 5        | 112   | 28    | 7     | 2        | 2     | 0     | 26    | 4     | 7     | 38    | 3        | .291  | .371     | .434     | .805  |
| 2003      | LAD       | 148   | 514   | 477   | 39    | 119   | 24       | 3        | 4        | 161   | 34    | 4     | 2        | 9     | 2     | 16    | 3     | 10    | 59    | 5        | .249  | .287     | .338     | .625  |
| 2004      | LAD       | 138   | 484   | 405   | 47    | 107   | 9        | 4        | 10       | 154   | 47    | 3     | 4        | 12    | 2     | 47    | 10    | 18    | 41    | 9        | .264  | .364     | .380     | .744  |
| 2005      | CLE       | 49    | 157   | 146   | 11    | 30    | 5        | 2        | 1        | 42    | 8     | 6     | 0        | 1     | 1     | 5     | 0     | 4     | 18    | 3        | .205  | .250     | .288     | .538  |
| 2005      | BOS       | 47    | 116   | 104   | 14    | 28    | 3        | 2        | 2        | 41    | 16    | 1     | 2        | 3     | 2     | 6     | 0     | 1     | 12    | 3        | .269  | .310     | .394     | .704  |
| '05計     | BOS       | 96    | 273   | 250   | 25    | 58    | 8        | 4        | 3        | 83    | 24    | 7     | 2        | 4     | 3     | 11    | 0     | 5     | 30    | 6        | .232  | .275     | .332     | .607  |
| 2006      | BOS       | 96    | 264   | 235   | 31    | 56    | 7        | 2        | 1        | 70    | 18    | 6     | 2        | 4     | 0     | 19    | 1     | 6     | 29    | 4        | .238  | .312     | .298     | .610  |
| 2007      | BOS       | 83    | 232   | 207   | 30    | 51    | 10       | 5        | 3        | 80    | 18    | 1     | 1        | 7     | 2     | 7     | 2     | 9     | 23    | 5        | .246  | .298     | .386     | .684  |
| 2008      | BOS       | 75    | 179   | 152   | 14    | 41    | 8        | 2        | 0        | 53    | 9     | 1     | 1        | 1     | 1     | 16    | 1     | 9     | 13    | 3        | .270  | .371     | .349     | .720  |
| 2009      | NYM       | 82    | 308   | 271   | 31    | 68    | 11       | 1        | 1        | 84    | 18    | 8     | 3        | 8     | 1     | 25    | 1     | 3     | 28    | 2        | .251  | .320     | .310     | .630  |
| 2010      | NYM       | 62    | 187   | 169   | 14    | 35    | 6        | 3        | 0        | 47    | 20    | 4     | 1        | 2     | 2     | 10    | 1     | 4     | 16    | 4        | .207  | .265     | .278     | .543  |
| 2010      | TEX       | 4     | 7     | 7     | 0     | 2     | 0        | 0        | 0        | 2     | 0     | 0     | 0        | 0     | 0     | 0     | 0     | 0     | 0     | 0        | .286  | .286     | .286     | .571  |
| '10計     | TEX       | 66    | 194   | 176   | 14    | 37    | 6        | 3        | 0        | 49    | 20    | 4     | 1        | 2     | 2     | 10    | 1     | 4     | 16    | 4        | .210  | .266     | .278     | .544  |
| 2011      | WSH       | 91    | 172   | 156   | 12    | 35    | 6        | 1        | 0        | 43    | 6     | 2     | 0        | 1     | 1     | 12    | 0     | 2     | 23    | 4        | .224  | .287     | .276     | .562  |
| MLB：14年 | MLB：14年 | 1273  | 3825  | 3408  | 360   | 828   | 140      | 39       | 35       | 1151  | 286   | 47    | 21       | 61    | 18    | 248   | 33    | 90    | 423   | 68       | .243  | .310     | .338     | .648  |

### 年度別監督成績
| 年 度    | 球 団    | 地 区    | 年 齢    | 試 合 | 勝 利 | 敗 戦 | 勝 率 | 順 位 | 備 考    | ポストシーズン 勝敗 |
| -------- | -------- | -------- | -------- | ----- | ----- | ----- | ----- | ----- | -------- | ------------------- |
| 2018     | BOS      | AL 東    | 43       | 162   | 108   | 54    | .667  | 1 / 5 | WS優勝   | 11勝03敗            |
| 2019     | BOS      | AL 東    | 44       | 162   | 84    | 78    | .519  | 3 / 5 |          |                     |
| 2021     | BOS      | AL 東    | 46       | 162   | 92    | 70    | .568  | 2 / 5 | ALCS敗退 | 6勝05敗             |
| 2022     | BOS      | AL 東    | 47       | 162   | 78    | 84    | .481  | 5 / 5 |          |                     |
| MLB：4年 | MLB：4年 | MLB：4年 | MLB：4年 | 648   | 362   | 286   | .559  | -     | -        | 17勝8敗             |

- 2022年度シーズン終了時。
- 順位の太字はプレーオフ進出（ワイルドカードを含む）。
- WS…ワールドシリーズ、LCS…リーグチャンピオンシップシリーズ、DS…ディビジョンシリーズ、WC…ワイルドカードゲーム（ワイルドカードシリーズ）。

### 背番号
- 3（1998年 - 2001年、2009年）
- 13（2002年 - 2004年、2006年 - 2008年、2010年 - 同年途中、2021年 - ）
- 23（2005年途中 - 同年終了）
- 12（2005年 - 同年途中、2010年途中 - 同年終了）
- 26（2017年）
- 20（2018年 - 2019年）